# Samuel Garth
Samuel Garth (Bolam, 1661 – 18 gennaio 1719) è stato un medico e poeta inglese.
È ricordato per il poemetto eroicomico Il dispensario (The dispensary, 1699), una satira sull'immoralità dei medici del tempo, che servì come modello per Il rapimento del ricciolo di Alexander Pope.